# LB Châteauroux
LB Châteauroux este un club de fotbal francez și reprezintă orașul cu același nume Châteauroux în competițiile franceze, situată în centrul 
Franței. Echipa joacă în prezent în Championnat National, al treilea nivel al ligii franceze de fotbal, și își dispută meciurile de acasă pe Stade Gaston-Petit.

## Palmares
| Campionatele Naționale | Cupele Naționale                                                                                              |
| - Ligue 2 (1) : - Campioni : 1997. - National 1 (2) : - Campioni : 1994, 2017. - National 2 (2) : - Campioni : 1964, 1966. - Locul 2 : 1970, 1991. - National 3 (0) : - Locul 2 : 1988. | - Cupa Franței (0) : - Finalistă : 2004. - Sferturi : 1995. - Cupa Ligii (0) : - Sferturi : 1995, 2001, 2009. |

## Cupa 2004
| Sezon | Club Sportiv | Scor  | Adversar   | Runda      |
| ----- | ------------ | ----- | ---------- | ---------- |
| 2004  | Châteauroux  | 0 - 1 | PSG        | Finala     |
| 2004  | Châteauroux  | 2 - 0 | Dijon      | Semifinale |
| 2004  | Châteauroux  | 1 - 0 | Monaco     | Sferturi   |
| 2004  | Châteauroux  | 2 - 0 | Créteil⁠(d) | Optimi     |
| 2004  | Châteauroux  | 2 - 2 | Valence    | Turul II   |
| 2004  | Châteauroux  | 1 - 0 | Grenoble   | Turul I    |